# Scorpaena hatizyoensis
Scorpaena hatizyoensis es una especie de pez escorpeniforme de la familia Scorpaenidae.

## Hábitat
Es un pez marino, demersal y de clima templado.

## Distribución geográfica
Se encuentra en el Pacífico noroccidental: en Japón.

## Observaciones
Es inofensivo para los humanos.